# フランク・マンダス
フランク・マンダス（Frank Mundus、1925年10月21日 - 2008年9月10日）は、ニューヨーク州モントークで活動したスポーツフィッシング（ゲームフィッシング）の漁師で、サメハンター（後にサメの保護活動家）、また釣りのチャーター船のオーナー。1974年の小説、及びそれを原作とした1975年の映画『ジョーズ』の主要人物の1人であるサメハンター「クイント」のモデルになったと指摘されている人物。亡くなるまで、自船「クリケットII号」を使って、大物をターゲットとした釣り人のチャーター船ビジネスを行っていた。

## 経歴

### 前半生
マンダスはニュージャージー州ロングブランチで生まれ、若い頃にブルックリンに引っ越した。1945年、彼はクリケット号を用いてニュージャージー州ブリエルで釣りのチャーター船を始めた。1947年には特注のクリケットII号を購入した。

### モントーク移住とペリカン号事故
1951年、オキスズキ目的のチャーター船をやりたいと考え、ニューヨーク州モントークへと引っ越した。その初年、マンダスは大型パーティーボート「ペリカン号」の事故において、その乗客たちの救助や遺体回収に大きな役割を果たした。定員オーバーの64名を乗せていたペリカン号はスコールによって転覆し、船長のエディ・キャロルを含む45人が死亡した。マンダスは2番目の救助隊の1人であり、まだ10人分の遺体が船内に残っていたペリカン号を沈没してしまう前に港へ牽引するのを助けた。この事故はモントークのレクリエーションの歴史の中で最悪のものであり、業界に規制をかける多くの法律の成立に繋がった。

### モンスター・フィッシング
すぐにマンダスは、モントークではオキスズキがあまりいないことを知るが、その代わりにサメがいることを知った。
マンダスはモントーク湖から出港する船で「モンスター・フィッシング」と呼ばれる釣りを始めた。個性的なキャラクターであったマンダスはすぐに人気者となった。彼は4,500ポンド（約2トン）のホオジロザメを銛で捕まえたことで、その評判をさらに高めた（ただしこの記録は推定であり実際に計量したものではない）。1986年には、ドニー・ブラディックと共にモントーク沖約28マイル、ブロック島からわずか18マイルのところで3,427ポンド（約1.55トン）のホオジロザメを釣り上げた。これは最大のサメであることのみならず、竿とリールで釣り上げられたあらゆる種類の魚で最大の記録であり、現在も破られていない。ただし、この一件は当時物言いがつき、捕獲時にサメがクジラを捕食した直後だったのではないかと指摘された（この場合、公式記録として認められなくなる）国際ゲームフィッシング協会は写真に基づき、この捕獲記録は正当なものだと裁定を下した。
こうした活躍の一方でマンダスの初期の漁法には当時から批判があり、例えば単にまき餌のためにクジラを殺したり、上記の通り銛でサメを捕る（現在では違法となっている）などがあった。

### リタイアから晩年
1991年、マンダスは沿岸警備隊からライセンスが失効していることを指摘され、再申請しなければならなくなった。最初、クリケットII号を売却してハワイへ移住しようと考えていた。ハワイへは移住したものの、船の売却は実現せず、他人に運営を任せる形となった。1997年にチャーター船の船長としては正式に引退した。ハワイ移住後も夏の間はシャークトーナメントのためにモントークで過ごし、さらに高額となったクリケットII号で遠出するなどした。
晩年のマンダスはサメの保護活動家に転向し、サメ漁師にキャッチ・アンド・リリースを呼びかけ、保護活動を綴った『White Shark Sam Meets The Monster Man』を出版したりした。2005年にはディスカバリーチャンネルの番組『シャーク・ウィーク』の制作したドキュメンタリー『サメ・ハンター』に出演した。この番組では『ジョーズ』シリーズの主人公マーティン・ブロディを演じた俳優のロイ・シャイダーがナレーションを務めた。スペシャルではマンダスの初期のキャリアや、クイントのキャラクター造形に影響を与えた経緯、世界記録となった捕獲劇、そしてサメハンターから、サメ保護活動家へ転向した経緯などが語られた。マンダスはまた、クリス・ファロウズや他のサメ保護活動家と一緒に、自然の生息区域でのホオジロザメの観察を行った。その中で、ファロウズは、マンダスにちなんで「フランク」と名付けたアザラシのおとり（マンダスのトレードマークの帽子のような物もセットされた）を用意し、それを使ってサメたちを騙し、水面上に飛び上がらせた。
2008年にはニューヨークのリバーヘッドにあるアトランティス・マリンワールドの近くに停泊させたクリケットII号で夏の大半を過ごし、捕食者の保護を説いていた。夏が終わり、モントークに停泊させたクリケットII号で夜を過ごした後の9月6日にハワイへ戻った直後、空港で心臓発作を起こした。そのままマンダスは心臓発作の合併症により、9月10日にホノルルで亡くなった。

## 個性的なキャラクター
マンダスの評判は、彼のエキセントリックな性格と、仕留めたサメを派手に見せることで最高潮に達した（後に後悔していると彼は述べている）。その外見もまたフープイヤリングに、オーストラリア製のスローチハット、そしてサメの歯のネックレスを身に着けているという個性的なもので、その大きな足の爪は右舷と左舷に準えて赤と緑に染めていた。ただ、波止場でも彼を見かけたことがあるモントーク在住のクリス・ミラーは「彼はチャーター・ビジネスが90％でショーは10％に過ぎないとよく言っていた」と述べている。
また、マンダスは自身の船の名前の由来についてジミニー・クリケットであることを明かし、自分の横顔と似ていたからだと述べた。

## 映画『ジョーズ』のクイントへの影響
マンダスはピーター・ベンチリーの小説『ジョーズ』やそれを原作とした映画『ジョーズ』に登場するサメハンターのクイントのモデルになったとよく言われている。ベンチリーはマンダスからインスピレーションを得たことを否定し、映画についても関係がないと述べていた。しかし、クイントを演じたロバート・ショウは間違いなく映画では彼を描いていたと述べている。さらに、多くのモントークの住人は、マンダスは間違いなくクイントのモデルであったと言っている。クリケットII号の乗組員だったジョン・イーベルは、ベンチリーは個人的にはマンダスがモデルであることを認めていたが、法的な観点から公には否定していたと述べている。他にも根拠として、
- マンダスとベンチリーは1974年の小説の前にモントークからサメ狩りに出かけていたし、1974年にはABCの番組『アメリカン・スポーツマン（英語版）』には、クリケットII号に一緒に乗っている場面が撮影されていた[9]。
- 本の中で、物語の舞台となる架空の港町アミティ島は、ニューヨーク州のブリッジハンプトンとイーストハンプトンの間にあるとされ、後者はモントークに近い。
- クイントの船は「プロミスド・ランド（約束の地）」と呼ばれる場所に停泊していたとされるが、マンダスの船のもまたモントークのすぐ西方、ニューヨーク州ナピアーグの「プロミスド・ランド」と呼ばれる場所でよく停泊していたと言われる[8]。
- モントークの実業家であるジョー・ガヴィオラは言う。「彼はクイントだ。本を読めば、全部フランクだとわかるさ。ベンチリーは彼と一緒に一週間も釣りをしていたんだぜ。勘弁してくれよ。彼はクイントだ」[8]。
- フランクもクイントもトランシーバー（双方向無線機）を嫌っていた。

『ジョーズ』の登場人物との比較では彼のWEBサイトで、彼自身の見解が引用されている。

## 書籍
- Fifty Years a Hooker - ISBN 978-1-4134-8428-1 - 2005
- White Shark Sam Meets the Monster Man - ISBN 978-1-59926-099-0 - 2005 (coloring book)
- Sportfishing for Sharks - ISBN 978-0-02-587950-8 - 1971